# Котлон с индукционно нагряване
Котлон с индукционно нагряване е нагревателен уред за готвене, който нагрява съда за готвене чрез магнитна индукция, вместо с открит пламък или електрически нагревател. Тъй като при индуктивното нагряване се нагрява директно съдът, може да се постигне бързо нагряване на продуктите.
В индукционния котлон има разположена бобина от меден проводник, през нея преминава променлив електрически ток с висока честота. Полученото магнитно поле въздейства на съда подобно на магнитната сърцевина на трансформатор, като създава голям вихров ток в съда. Поради съпротивлението в материала на съда вихровият ток го нагрява.
За почти всички видове индукционни котлони съдът трябва да бъде изработен от феромагнитен материал като чугун или някои видове неръждаема стомана, или да съдържа такъв. В този случай съдове като мед, стъкло, немагнитна неръждаема стомана и алуминиев съд може да се използват, само като се постави отделна феромагнитна междинна подложка, която в този случай служи за нагряваща се подложка на съдовете.
Индукционните котлони са високоефективни, което означава, че по-малко топлина се отделя в кухнята и бързо може да се изключи. Лесно се почистват, защото повърхността на котлона не се нагрява и върху него няма изгаряне на продукти от готвенето.

## История
Първият патент е от началото на 20 век.
Демонстрации на котлона е показвана на изложба на GM в Северна Америка през 50-те години на 20 век. Индукционният котлон е демонстриран със съд с вода и вестник, поставен между котлона и съда, за да се демонстрира сигурността и удобствата. Това устройство не е произвеждано серийно.

## Конструкция
Конструкцията на индукционния котлон се състои основно от индукционна бобина, навита с многожилен проводник с изолирани жила (т. нар. литцендрат, нем. Litzendraht) за увеличаване на кпд заради скин-ефекта (индуктивен елемент) с размерите на съдовете за готвене, от корпус, платките за управление на микроконтролера, мощен изправител, импулсен регулатор.
При максимална мощност котлонът работи при най-голяма честота (обикновено 50 – 100 kHz). При намаляване на мощността честотата се намалява. При по-ниска честота от 20 kHz се появява некомфортен за потребителя звук, тогава котлонът минава е режим вкл.-изкл. през няколко секунди (подобно на широчинно-импулсна модулация).

## Използвани съдове
При работа с индукционния котлон е добре да се използват феромагнитни съдове, изработени от материал с подходящи характеристики, който ефективно ще преобразува енергията на магнитното поле. Тези характеристики са електрическо съпротивление и магнитна проницаемост.
Въпреки някои мнения, материалът за съдовете не трябва задължително да бъде с феромагнитни свойства, но на практика за получаването на голям коефициент на полезно действие подходящ материал основно е обикновената стомана. Затова съдовете могат да се проверяват с обикновен постоянен магнит. Съвременните индукционни котлони автоматично разпознават дали съдът е подходящ и едва в такъв случай минават в работен режим (включват магнитното поле).

## Предимства и недостатъци

### Предимства
- Не е необходимо време за нагряване. Енергията директно нагрява дъното на съда.
- КПД е около 84% (за разлика от 60 – 70 % при електрически нагревателни котлони)
- Котлоните не се включват, ако на тяхната повърхност не се намира съд с магнитно дъно. В противен случай това може да доведе до повреда на високочестотния генератор (изгаря крайния транзистор преди бушона по закона на Мърфи[3]) и е възможно да се увреди здравето на човека от излъчваното високочестотно магнитно поле. За да се включи индукционният нагревател, е необходимо съществена част от индукционната бобина да се покрие със съда (по правило не по-малко от половината диаметър да е покрит от съда).
- При сваляне на съда котлонът се изключва. Това е допълнителна икономия на енергия и по-малко енергия, отделяна в помещението.
- Повърхността на индукционните котлони се нагрява само от топлината на съда върху него. Поради тази причина вероятността от изгаряне от котлона е минимална.
- Гладката стъклена повърхност на индукционния котлон лесно се почиства от замърсяване поради ниската температура на повърхността.

### Недостатъци
- Специални изисквания към съдовете.
- Може да се въздейства на домашни животни при ниски честоти на работа.
- Висока пикова мощност.
- Евентуално електромагнитно въздействие и смущения.